# Margarita Arboix Arzo
Margarita Arboix Arzo (Ribesalbes, 1950) va ser la rectora de la Universitat Autònoma de Barcelona de l'any 2016 al 2020.

## Trajectòria
És llicenciada en ciències biològiques per la Universitat de Barcelona (UB) i doctora en ciències biològiques per la UAB, on es va incorporar el 1976 al departament de Farmacologia de la Facultat de Medicina, i el 1985 passa a desenvolupar la seva docència en els estudis de veterinària.
Ha desenvolupat la seva carrera docent i investigadora a l'àrea de farmacologia i va assolir el nivell de catedràtica el 1993. Ha codirigit el Grup de Recerca Consolidat de Parasitologia Clínica i Terapèutica (UAB i UB) i és autora de més 100 articles en revistes especialitzades i llibres. Ha participat també en més de 40 projectes de recerca subvencionats per institucions públiques i per empreses privades, d'àmbit espanyol i internacional. L'octubre de 2000 es va incorporar com a subdirectora general de Medicaments Veterinaris a l'Agència Espanyola de Medicaments i Productes Sanitaris del Ministeri de Sanitat i Consum i el 2005 va assumir la Direcció dels Serveis Territorials de Salut a Barcelona del Departament de Salut. El 2010 va tornar a Madrid per assumir la Direcció General de Recursos Agrícoles i Ramaders del Ministeri de Medi Ambient, Medi Rural i Marí i es va reincorporar a la Universitat Autònoma de Barcelona el 2012. El maig de 2016 fou nomenada rectora de la UAB, després d'obtenir un 60% dels vots en unes eleccions on també hi participà el catedràtic de física teòrica Antoni Méndez. L'any 2019 és protagonista d'una polèmica en no permetre el pas dels Mossos d'Esquadra a la universitat quan s'hi produïa una agressió per motius polítics. L'any 2020 renuncia al seu càrrec de rectora.
El novembre de 2023 fou designada membre del consell assessor de la Corporació Catalana de Mitjans Audiovisuals pel Parlament de Catalunya, a proposta conjunta de PSC, ERC, Junts i En Comú Podem.